# Artistique-Europameisterschaft 1957

Logo CEB (ausrichtender Verband)

Veranstaltungsort: Saarbrücken

Die Billard-Artistique-Europameisterschaft 1957 war das elfte Turnier in dieser Disziplin des Karambolagebillards und fand vom 31. Mai bis zum 2. Juni 1957 in Saarbrücken statt.

## Modus
Gespielt wurden 64 verschiedene Figuren mit verschiedenen Punktewertungen. Jeder Teilnehmer hatte pro Figur vier Versuche. Die maximale Punktzahl betrug 500 Punkte.

Gewertet wurde wie folgt:
1. Punkte = Erzielte Punkte
2. Versuche = Anzahl der gespielten Versuche
3. gelöste Figuren = gelöste Figuren
4. HS = Punkte der nacheinander gelösten Figuren
5. % = Prozentual gelöste Figuren

## Abschlusstabelle
| Platz                        | Name                     | Punkte | Versuche | gel. Figuren | HS | %       |
| ---------------------------- | ------------------------ | ------ | -------- | ------------ | -- | ------- |
| 1                            | Raymond Steylaerts       | 214    | 184      | 30           | 40 | 42,80 % |
| 2                            | August Tiedtke           | 159    | 218      | 24           | 23 | 31,80 % |
| 3                            | Piet Kruythof            | 141    | 232      | 20           | 16 | 28,20 % |
| 4                            | Maurice van de Kerckhove | 108    | 228      | 16           | 30 | 21,60 % |
| 5                            | Marcel Mores             | 88     | 239      | 13           | 36 | 17,60 % |
| Turnierdurchschnitt: 28,40 % |                          |        |          |              |    |         |